# Ichneumon phaeostigmus
Ichneumon phaeostigmus är en stekelart som beskrevs av Wesmael 1857. Ichneumon phaeostigmus ingår i släktet Ichneumon och familjen brokparasitsteklar. Inga underarter finns listade i Catalogue of Life.